# Kościół Krzyża Jezusowego w Gorzowie Śląskim
Kościół Krzyża Jezusowego – ewangelicko-augsburski kościół filialny w Gorzowie Śląskim, należy do parafii ewangelicko-augsburskiej w Kluczborku w diecezji katowickiej.

## Historia kościoła
Informacje o ewangelikach zamieszkujących Gorzów Śląski i okolice sięgają początków XVII wieku. Wówczas to, w zbudowanej w 1802 roku szkole ewangelickiej zaczęły odbywać się regularne nabożeństwa. W 1852 roku erygowana została parafia, a 1 maja 1853 roku do parafii przybył pierwszy stały duszpasterz. Był nim ksiądz Hernig. Poprzednio opiekę duszpasterską sprawowali duchowni ewangeliccy z Roszkowic i Bąkowa. 7 sierpnia 1855 roku położony został kamień węgielny pod budowę nowej świątyni. Budowa trwała ponad dwa lata i 8 października 1857 roku kościół został konsekrowany, otrzymując wezwanie Krzyża Jezusowego. Ostatnim proboszczem przed II wojną światową był pastor Adolf Winkelmann. 
Po zakończeniu działań wojennych, w 1945 roku, zniesiono parafię w Gorzowie Śląskim i od tego czasu świątynia jest kościołem filialnym parafii ewangelickiej w Kluczborku. W 1994 roku wyremontowano dach i wieżę oraz pomalowano wnętrze kościoła, natomiast w 1997 roku uruchomiono elektryczny napęd zegara oraz dzwonów.